# 奧克拉荷馬州州旗
俄克拉荷马州州旗图案为一个天蓝色底上的奥塞奇族原住民水牛皮盾牌，下方为七根鹰的羽毛。

## 象征
俄克拉荷马州州旗上有两个和平的象征，一个是印第安人的卡吕梅（Calumet）烟斗，另一个是欧洲人的橄榄枝。盾牌上的六个棕色的十字是印第安人的星星的象征。浅蓝色来自美国内战中的第一面印第安人旗帜——喬克托族旗帜。

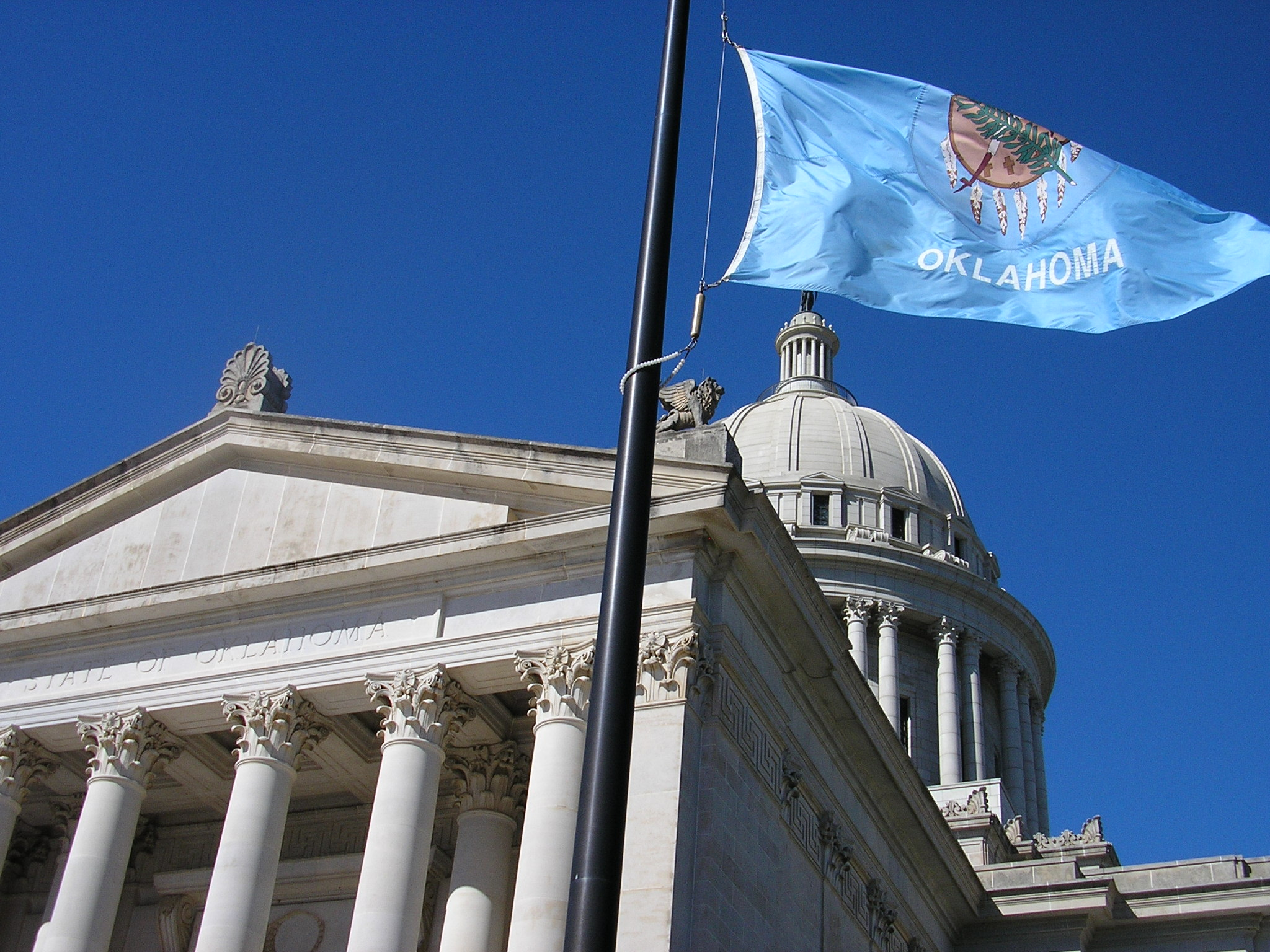
飘扬在州政府门口的俄克拉荷马州州旗

## 历史
- 1911 - 1925年
- 1925 - 1941年
- 1941 - 2003年
- 1988 - 2006年

俄克拉荷马州的第一面州旗启用于1911年，红色中心为一个蓝边白星，中心的46象征联邦第46州。1924年，出于红旗与共产主义之间的联系，俄克拉荷马州决定更换州旗。